# Ратник, Ксаверий Ксаверьевич
Ксаве́рий (Саве́рий) Ксаве́рьевич Ра́тник (1852, Николаев, Российская империя — 1924, Боровая, Киевский округ, УССР) — русский генерал-лейтенант (1905), флотский инженер-конструктор. В 1893-1905 годах — управляющий, затем начальник Балтийского завода. Участвовал в проектировании и строительстве многих кораблей Российского императорского флота конца XIX — начала XX века (в том числе — главный создатель крейсера «Аврора»).

## Биография

### Первые годы
Ксаверий Ратник родился в 1852 году в дворянской семье в Николаеве. В 1875 году окончил Техническое училище Морского ведомства в Санкт-Петербурге. С 1877 года по 1882 год служил инженером-механиком при канонерских лодках «Тюлень» и «Секира» Каспийской флотилии. В 1884 году после окончания курса Николаевской Морской академии получил производство в поручики и зачислен в корпус корабельных инженеров-механиков.

### Участие в строительстве военных кораблей на Чёрном море
В середине 1880-х годов занимал в Севастополе пост помощника наблюдающего за постройкой броненосцев, где курировал работы по сооружению броненосцев «Чесма», «Синоп», канонерских лодок «Кубанец», «Терец» и «Уралец». С 1887 года по 1893 год работал в Николаеве, где руководил работами по строительству броненосцев «Двенадцать Апостолов» и «Три Святителя», внес усовершенствования в их конструкцию и разработал новый проект броненосца водоизмещением 9500 тонн для Чёрного моря.

### Работа на Балтийском заводе

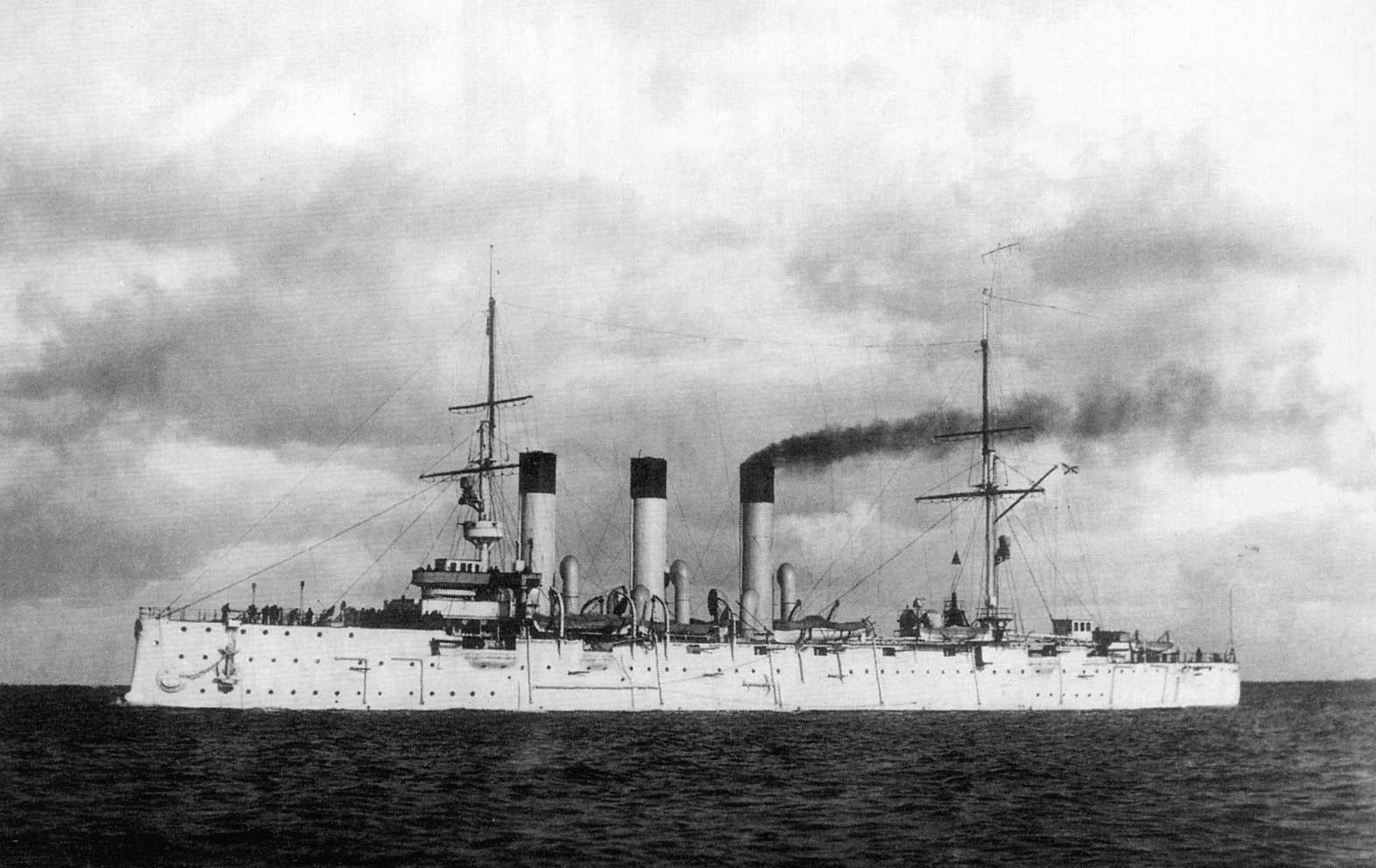
Крейсер «Аврора» на испытаниях 14 июня 1903 года

В 1893 году Ратник был отмечен начальством и переведён на работу в Санкт-Петербург, где стал сначала управляющим, а затем и директором Балтийского завода, проработав на этой должности до 1905 года. Изучал опыт судостроения Западной Европы и США, а также контролировал выполнение заказов в этих странах по строительству военных кораблей для России. Внёс вклад в изучение использования нефти в качестве топлива для кораблей на Волге и Каспийском море, принимал участие в проектировании и испытании системы нефтяного отопления броненосца «Ростислав». Руководил постройкой императорской яхты «Александрия», ремонтными работами ледокола «Ермак», броненосца «Победа», крейсера «Дон», транспорте «Иртыш».
23 октября 1899 года по причине болезни главного инженер-механика, как начальник Балтийского завода лично встал за штурвал броненосца «Пересвет» в ходе его первых ходовых испытаний.
В 1903 году был отмечен правлением завода благодарностью и премией «за успешное выполнение принятой в 1898 году Балтийским заводом программы судостроения».
Является автором и реализатором проекта строительства в 1897—1900 гг. бронепалубного крейсера I ранга «Аврора», построенного по распоряжению главного инспектора кораблестроения Н. Е. Кутейникова от 7 марта 1895 года, и введённого в состав русского флота в 1903 году.

### Выход в отставку
В 1905 году был произведён в генерал-лейтенанты и назначен главным инспектором кораблестроения. После начала разбирательств о причинах неудач в Цусимском сражении имя Ратника, как автора и участника строительства большинства основных военных кораблей, принимавших участие в битве, стало фигурировать в качестве виновника этих неудач. Он принял решение отойти от дел и в мае 1907 года был уволен в отставку «по домашним обстоятельствам».
После выхода в отставку купил дом в курортном посёлке Боровая под Киевом, куда переехал с семьей. Занимался сельским хозяйством и увлекался живописью. Принимал активное участие в обустройстве посёлка, построил часовню. После Октябрьской революции раздал своё имущество крестьянам посёлка. Умер в 1924 году в Боровой, похоронен в посёлке.

## Память
- В Музее Балтийского завода размещается портрет Ксаверия Ратника[2].
- С 2011 года в посёлке Боровая ведутся работы по открытию музея Ксаверия Ратника[8].